# Ekspeditricen (film fra 1919)
Ekspeditricen er en amerikansk stumfilm fra 1919 af Emile Chautard.

## Medvirkende
- Elsie Ferguson som Helen Tremaine
- Wyndham Standing som Frederick Lawton
- Lionel Atwill som Kenneth Gordon
- Robert Schable som Archie Van Orden
- Maud Hosford som Amelia Lawton